# Troglohyphantes alluaudi
Troglohyphantes alluaudi là một loài nhện trong họ Linyphiidae.
Loài này thuộc chi Troglohyphantes. Troglohyphantes alluaudi được Jean-Louis Fage miêu tả năm 1919.